# تشاندير
تشاندير هي بلدة في مقاطعة شافيركان في ولاية بخارى في أوزبكستان.